# 山口県道146号室積公園線
山口県道146号室積公園線（やまぐちけんどう146ごう むろづみこうえんせん）は、山口県光市を通る一般県道である。峨眉山通りという通称がある。

## 概要
光市室積8丁目から光市室積4丁目を結ぶ。

### 路線データ
- 起点：光市室積8丁目
- 終点：光市室積4丁目（室積交差点、国道188号交点）

## 歴史
- 1958年（昭和33）年）10月1日 - 山口県告示第644号の2により認定される。
- 1972年（昭和47年）頃 - 山口県の県道番号再編により現行の路線名称に変更される。

## 路線状況

### 通称
- 峨眉山通り

## 地理

### 通過する自治体
- 光市

### 交差する道路
| 交差する道路 | 交差する場所 | 交差する場所      |
| ------------ | ------------ | ----------------- |
| 国道188号    | 室積4丁目    | 室積交差点 / 終点 |

### 沿線
- 山口大学教育学部附属光小学校・中学校
- 普賢寺
- 室積公園
- 峨嵋山樹林
- フィッシングパーク光
- 光ふるさと郷土館
- 光市役所室積出張所